# تبلوید شیندر
تبلوید شیندر (به انگلیسی: Sopwith_Tabloid) یک هواگرد ملخ‌پیشین تک‌موتوره از نوع Sports/Scout Aircraft ساخت شرکت Sopwith Aviation Company است. هواگرد تبلوید شیندر نخستین پروازش را در ۱۹۱۳ میلادی انجام داد. این هواگرد در سال ۱۹۱۴ میلادی رسماً معرفی گردید. در مجموع، تعداد ۱۷۸ فروند از این هواگرد ساخته شده‌است.
طراح این هواگرد، Fred Sigrist بود.